# Micheline (Vorname)
Micheline ist ein weiblicher Vorname.

## Herkunft
Micheline ist eine französische Form von Michaela.

## Namensträgerinnen
- Micheline Bernardini (* 1927), französische Striptease-Tänzerin, präsentierte als erste Frau den Bikini
- Micheline Calmy-Rey (* 1945), Schweizer Politikerin (SP)
- Micheline Charest (1953–2004), britische TV-Produzentin
- Micheline Coulombe Saint-Marcoux (1938–1985), kanadische Komponistin
- Micheline Pelzer (1950–2014), belgische Jazz-Schlagzeugerin
- Micheline Lannoy (1925–2023), belgische Eiskunstläuferin
- Micheline Ostermeyer (1922–2001), französische Leichtathletin und Pianistin
- Micheline Presle (1922–2024), französische Schauspielerin
- Micheline Rampe (* 1953), deutsche Autorin, Coach, Therapeutin und Heilpraktikerin
- Micheline Roquebrune (* 1929), französische Malerin, Ehefrau von Sean Connery